# Club Baloncesto Conquero
El Club Baloncesto Conquero (actualmente y, por motivos de patrocinio, CB Conquero Huelva Wagen), es un club de baloncesto femenino español, de la ciudad de Huelva, en Andalucía, que compite en Liga Femenina.

## Historia

### Fundación y primeros años
El C.B. Conquero fue fundado en el año 1999, fruto de la fusión del C.B. Gilest y del V Centenario-Ciudad de Huelva, con el objetivo de crear un solo club que fuese la referencia del baloncesto femenino onubense. El nombre de "Conquero" procede de un monte del mismo nombre situado en Huelva.
El C.B. Conquero compitió durante varios años en el grupo E de la 1.ª División Nacional de Baloncesto Femenino,  logrando el ascenso a la Liga Femenina 2 en la temporada 2007-08; desde entonces y, hasta finalizar la temporada 2011/12, utilizó el nombre de Grupo Marsol Conquero y su filial el de Universidad de Huelva-Conquero, en referencia a sus patrocinadores principales.
El debut en Liga Femenina 2 no fue nada fácil, ya que el Grupo Marsol Conquero estaba compuesto, en su mayoría, por jóvenes baloncestistas onubenses; no obstante, el club onubense consiguió, no sin sufrir, la permanencia en la categoría. El siguiente curso (2009/10), también fue complicado para el conjunto onubense, ya que logró salvarse tras vencer en la última jornada al Chajeba 04 de Jerez de la Frontera. La siguiente temporada, 2010/11 fue la de la consolidación del Grupo Marsol Conquero en la LF 2; por primera vez en su historia consiguió, sin apuros, la permanencia en la categoría quedando séptima en su grupo de 14 equipos con 15 victorias y 11 derrotas, haciendo del Andrés Estrada una difícil cancha para todo el que la visitara, quedándose a solo una victoria de poder disputar la fase de ascenso que se celebraría en Zamora.

### El año del ascenso
La temporada 2011/12, con un equipo asentado en la categoría, entrenado por el manchego Gabi Carrasco y una atractiva combinación de jóvenes y veteranas, el Grupo Marsol consiguió situarse, desde el comienzo de liga, en los primeros puestos de la clasificación, finalizando la liga regular en una brillante 2.ª posición, solo superadas por el Universidad del País Vasco y consiguiendo clasificarse para la fase de ascenso a la Liga Femenina. El C.B. Conquero presentó la candidatura a la Federación Española de Baloncesto para que la ciudad de Huelva fuera la sede de la fase de ascenso; las otras candidatas fueron Bembibre (León) y Lugo, resultando Huelva la elegida por "cumplir la totalidad de requisitos y presentar la mejor oferta global", según anunció la FEB. Para esta fase de ascenso (en la que participarían los cuatro mejores equipos de los dos grupos de LF-2 en una final a ocho), el Grupo Marsol estuvo encuadrado en el Grupo A junto al Femenino Cáceres, Maquinarias Ensino-Porta XI de Lugo y Real Canoe Natación Club madrileño. El equipo onubense consiguió vencer en las dos primeras jornadas a extremeñas y gallegas y asegurarse el primer puesto del grupo, lo que le valió para jugar las semifinales de la LF-2 ante el Universidad del País Vasco (con el que había perdido sus dos enfrentamientos en la liga regular) para lograr ascender a Liga Femenina. El equipo andaluz consiguió vencer al guipuzcoano por 76-66 y logró una plaza para la máxima categoría del baloncesto femenino español para la siguiente temporada.

### El C.B. Conquero en la Liga Femenina

#### El debut en la máxima categoría
Antes del comienzo de temporada, el C.B. Conquero llegó a un acuerdo de patrocinio con el concesionario de vehículos Toyota-Niponuba y con el Recreativo de Huelva, pasando a denominarse oficialmente Toyota Recreativo Conquero y vestir con los colores y el escudo del club Decano del fútbol español. La dirección deportiva del club apostó por dar continuidad al bloque del ascenso renovando a Itziar Germán, Ana Alonso, Patricia Cabrera y Lidia Mirchandani. Los fichajes más importantes fueron el de la polaca Joanna Walich y la camerunesa Amina Njokou. A pesar de los refuerzos con la temporada iniciada de Lucía Pablos, Tanya Bröring y Bernice Mosby, el cuadro andaluz acabó la temporada en última posición. No obstante, no descendió a Liga Femenina 2, ya que obtuvo una plaza para la temporada 2013/14 al ampliarse el cupo de participantes y recibir una invitación de la Federación Española de Baloncesto. Durante este curso, el Conquero sumó 5 victorias y 15 derrotas y su jugadora Bernice Mosby fue la máxima anotadora del campeonato.

#### Temporada 2013/14
Tras la feliz noticia de que el C.B. Conquero seguiría una temporada más en Liga Femenina, la dirección deportiva del club se puso manos a la obra para tratar de confeccionar una plantilla lo más competitiva posible. Bien es cierto que perdía a algunas de las mejores jugadoras de la temporada anterior como Bernice Mosby o Joanna Walich, pero se cerró la contratación de Cindy Lima, Amaya Gastaminza, la rumana Claudia Pop, la danesa Tryggedsson o las croatas Buzov y Bogoje, formando una plantilla mucho más equilibrada que la de la temporada anterior. 
Cabe destacar que se rompió el acuerdo iniciado un año antes con el Recreativo de Huelva, pero se firmó otro con el CD Huelva Baloncesto que terminará en fusión entre ambas entidades. Los equipos de la cantera pasaron a denominarse Huelva-Conquero, mientras que el primer equipo recuperaba su denominación original: Club Baloncesto Conquero.
El C.B. Conquero iniciaba el campeonato en la cancha del peligroso Spar Uni Girona (que acabó como tercer clasificado en las dos últimas temporadas); contra todo pronóstico, el equipo onubense superó al gerundense (58-61). La inercia positiva continuaría una semana después en el Andrés Estrada, al vencer al Zamarat(64-57), situándose en los primeros puestos de la clasificación. No obstante, la irregularidad fue la tónica dominante durante la temporada ya que se perdieron los 3 partidos siguientes y se consiguió vencer al vigente campeón Perfumerías Avenida, que cosechó en Huelva su primera derrota de la temporada. Tras ese triunfo, se produjeron 3 nuevas derrotas y se maquilló la primera vuelta con otras dos victorias, para un balance de 5-6.
El periodo navideño fue convulso en la secretaría técnica del CB Conquero; si Tea Buzov ya había sido cortada y sustituida por la serbia Nina Bogiceviv, las siguientes bajas fueron las de la danesa Tryggedsson y la internacional Cindy Lima, que no pudo alcanzar las expectativas previstas debido a su lesión de espalda. El fichaje más importante fue el de la norteamericana Le'coe Willingham, pero solo duró 3 semanas en el club por un problema de indisciplina de la jugadora; las últimas en llegar fueron la senegalesa Aya Traoré y una vieja conocida; Bernice Mosby, que volvió para seguir regalando su baloncesto a la afición onubense.
Tanto cambio no sentó bien al Conquero, que empezó la segunda vuelta con solo una victoria en siete encuentros, solo a dos partidos de los colistas Zamarat y Bizkaia GDKO; el fantasma del descenso se esfumó tras la consecución de tres victorias consecutivas (hasta entonces, mejor racha del club en Liga Femenina), para acabar el campeonato en décima posición con 9 triunfos y 13 derrotas.

#### Temporada 2014/15

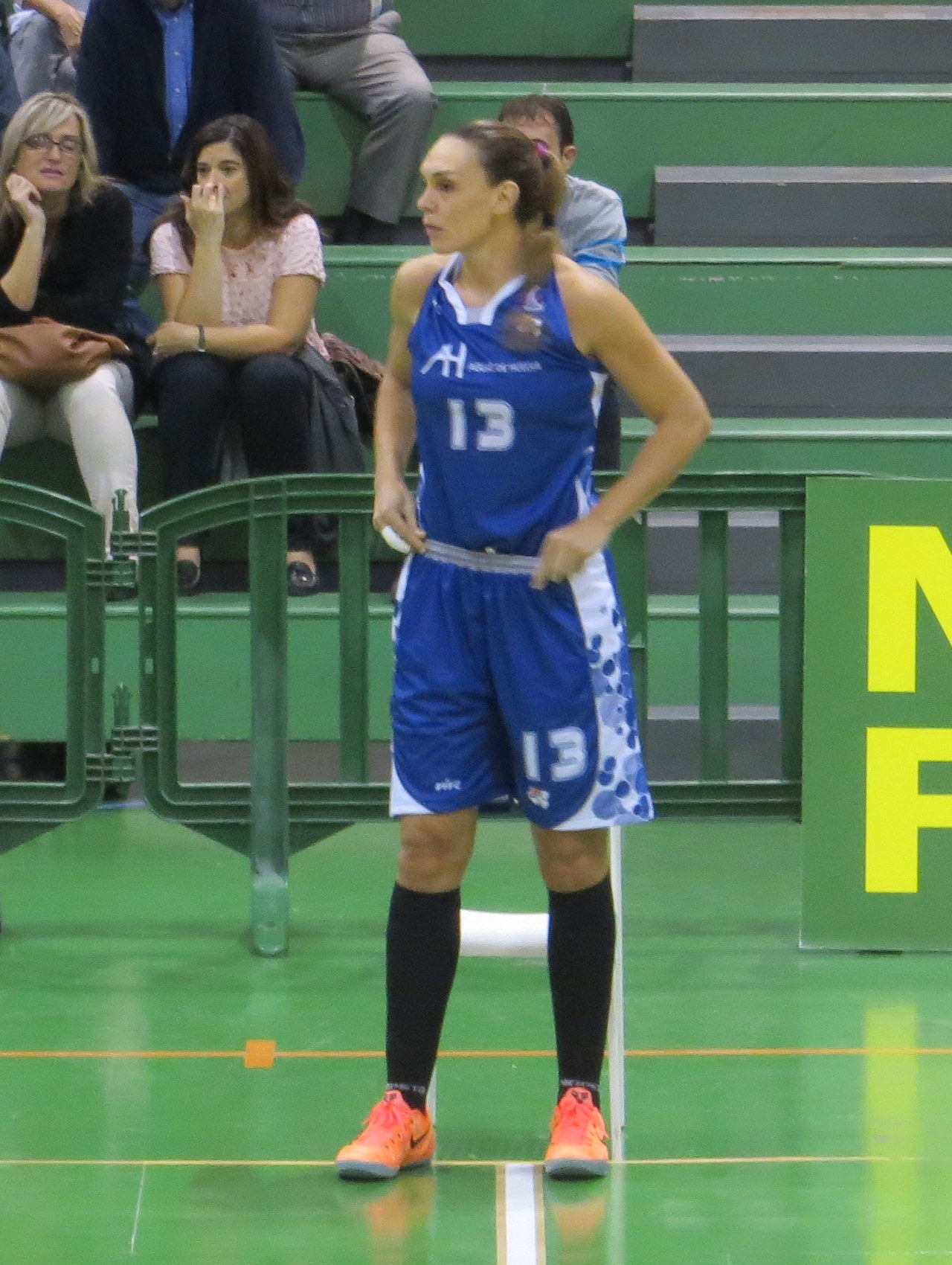
Lucila Pascua, uno de los fichajes del club para la temporada 2014-2015.

Para el tercer año consecutivo del club en Liga Femenina, el C.B. Conquero sufrió una importante remodelación en su plantilla y solo continuaron en la disciplina onubense 3 jugadoras con respecto a la anterior campaña (la capitana Itziar Germán, la malagueña Patricia Soler y la canterana Nerea Raluy). En cuanto a las contrataciones, las norteamericanas Aja Parham, Chelsea Davis y Adaora Elonu (esta última, internacional por Nigeria); junto a las españolas Lucila Pascua (que llegaba de lograr la medalla de plata con la selección en el Campeonato del Mundo), María Pina y María Asurmendi; y la serbia Aleksandra Stanacev serán las encargadas de dirigir el proyecto conquerista.
El C.B. Conquero comenzó el campeonato en Zaragoza ante el Mann Filter, cosechando la primera derrota (79-66) de la temporada tras derrumbarse en el último cuarto después de un igualadísimo partido. No obstante, la victoria en la siguiente jornada en casa ante el IDK Gipuzkoa UPV supuso el inicio de una espectacular racha de 10 victorias consecutivas en Liga Femenina, récord absoluto del club.
Por otro lado, el club solicitó formalmente a la Federación Española de Baloncesto que Huelva y el Andrés Estrada fueran las sedes de la Copa de la Reina, presentando una atractiva candidatura con la inclusión de una Mini-Copa para las jugadoras de la cantera de los equipos contendientes, aprovechando de la existencia de otra instalación importante en la ciudad como el Palacio de Deportes. No obstante, la FEB declinó la propuesta onubense y concedió la organización a la ciudad madrileña de Torrejón de Ardoz, clasificando directamente a Rivas Ecópolis (por ser el club representante de la provincia sede) a la competición. En cualquier caso, el Conquero se clasificó deportivamente junto al Perfumerías Avenida y el Spar Citylift Girona, al acabar la primera vuelta entre los tres primeros clasificado.

### Denominaciones
Como suele ser habitual en los clubes de baloncesto españoles, el C.B. Conquero ha modificado su nombre en varias ocasiones, atendiendo a sus principales patrocinadores; el club onubense ha tenido las siguientes denominaciones:
- 1999-2007: C.B. Conquero
- 2007-2011: Grupo Marsol Conquero
- 2011-2012: Grupo Marsol
- 2012-2013: Toyota Recreativo Conquero
- 2013-2014: C.B. Conquero
- 2014-presente CB Conquero Huelva Wagen

### Año a año
| Temporada | Categoría       | Puesto | Postemporada                                                                           | Copa de la Reina |
| --------- | --------------- | ------ | -------------------------------------------------------------------------------------- | ---------------- |
| 2005–06   | 1.ª Nacional    | 4      | Playoffs de ascenso                                                                    |                  |
| 2006–07   | 1.ª Nacional    | 4      | Playoffs de ascenso                                                                    |                  |
| 2007–08   | 1.ª Nacional    | 1      | Ascendido                                                                              |                  |
| 2008–09   | Liga Femenina 2 | 29     | Playoffs por la permanencia                                                            |                  |
| 2009–10   | Liga Femenina 2 | 28     | Playoffs por la permanencia                                                            |                  |
| 2010–11   | Liga Femenina 2 | 13     |                                                                                        |                  |
| 2011–12   | Liga Femenina 2 | 1      | Ascendido                                                                              |                  |
| 2012-13   | Liga Femenina   | 11/11  | Permanece en LF por plazas vacantes                                                    |                  |
| 2013-14   | Liga Femenina   | 10/12  |                                                                                        |                  |
| 2014-15   | Liga Femenina   | 3/14   | Playoffs por el título (semifinalista). Renuncia a inscribirse en competición europea. | Subcampeón       |
| 2015-16   | Liga Femenina   | 3/14   |                                                                                        | Campeón          |
| 2016–17   | 1.ª Nacional    | 7      |                                                                                        |                  |
| 2017–18   | 1.ª Nacional    |        |                                                                                        |                  |
| 2018-19   |                 |        |                                                                                        |                  |
| 2019-20   |                 |        |                                                                                        |                  |
| 2020-21   |                 |        |                                                                                        |                  |
| 2021-22   |                 |        |                                                                                        |                  |

## Pabellón

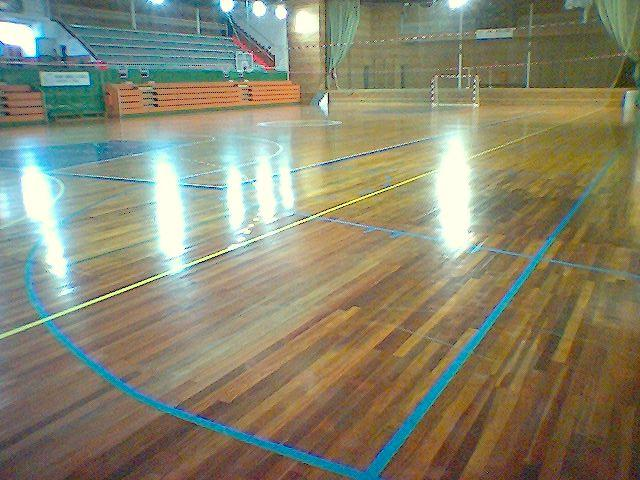
El Polideportivo Andrés Estrada es el pabellón en el que juega sus partidos como local el CB Conquero

El CB Conquero disputa sus partidos como local en el Polideportivo Municipal Andrés Estrada, situado en la Avenida Pío XII; la capacidad máxima del recinto (dispone de gradas móviles) es de 5.000 espectadores; este pabellón acogió los partidos del histórico CB Ciudad de Huelva, que llegó a estar en la temporada 1997-98 en la Liga ACB, por lo que es una de los pocas canchas de España que ha visto baloncesto de élite masculino y femenino. El Andrés Estrada es uno de los pabellones más calientes de la Liga Femenina, registrando entradas impropias de baloncesto femenino (la mayoría de equipos no suelen registrar más de 500 espectadores por partido, mientras que los partidos con menos público del CB Conquero rondaron los 1000 espectadores). El histórico partido que disputaron el CB Conquero y el Universidad del País Vasco para la fase de ascenso, contó con la presencia de 2.500 espectadores. Más gente aún atrajo la última jornada de la temporada 2012-13 ante el Cadí ICG Software. La afición onubense al baloncesto y unos populares precios han conseguido un Andrés Estrada lleno en la mayoría de los enfrentamientos del equipo andaluz.

## Datos del club
- Dirección: Plaza de la Autonomía s/n, 21007, Huelva.
- Teléfono: 959232247
- Fax: 959232247
- Web Oficial: https://web.archive.org/web/20160224201333/http://www.cbconquero.es/
- Facebook oficial: http://www.facebook.com/cbconquero (enlace roto disponible en Internet Archive; véase el historial, la primera versión y la última).
- Twitter oficial: http://www.twitter.com/cbconquero
- Pabellón: Polideportivo Municipal Andrés Estrada (Avda. Pio XII s/n, 21001, Huelva. Teléfono 959221001).
- Hora de juego habitual como local: viernes a las 21:00 horas (excepto partidos televisados).
- Presidenta: Rosa Espada
- Director deportivo: Gabriel Valeriano Carrasco Tristancho
- Gerente: Ruperto Gallardo Colchero
- Jefe de prensa: Manolo Díaz
- Temporadas en Liga Femenina: 3
- Mejor puesto en Liga Femenina: 3.º (2014-15).
- Temporadas en Liga Femenina 2: 4
- Mejor puesto en Liga Femenina 2: Campeón (2011-12).
- Mayor diferencia a favor en Liga Femenina: 37 puntos. CB Conquero 86-49 CB Al-Qázeres. Jornada 23.ª (2014-15).
- Mayor diferencia en contra Liga Femenina: 28 puntos. Perfumerías Avenida 65-37 CB Conquero. Jornada 12.ª (2014-15).
- Mayor número de victorias consecutivas en Liga Femenina: 10. Desde la jornada 2.ª (CB Conquero 71-57  IDK Gipuzkoa UPV) hasta la jornada 11.ª (CB Conquero 80-59 Universitario de Ferrol) de la temporada 2014-15.
- Mayor número de derrotas consecutivas en Liga Femenina: 5 (en dos ocasiones). Desde la jornada 18.ª (CB Conquero 47-60 Rivas Ecópolis) hasta la jornada 22.ª (CB Conquero 58-64 Cadí-ICG Software) de la temporada 2012/13; y desde la jornada 14.ª (CB Conquero 48-64 Embutidos Pajariel Bembibre) hasta la jornada 18.ª (Cadí-ICG Software 75-57 CB Conquero) de la temporada 2013-14.

## Plantilla temporada 2015/16

### Jugadoras
| #  | Nombre         | Nac.                      | Fecha de nacimiento      | Lugar                                   | Pos.      | Procedencia             | Años | Altura (cm) |
| -- | -------------- | ------------------------- | ------------------------ | --------------------------------------- | --------- | ----------------------- | ---- | ----------- |
| 5  | Catarina Neves | Bandera de Portugal       | 8 de febrero de 1993     | Gondomar, (Portugal)                    | Base      | GDESSA Barreiro         | 1    | 171         |
| 6  | Rosó Buch      | Bandera de España         | 24 de julio de 1992      | Mataró, (Barcelona)                     | Escolta   | CB Bembibre             | 1    | 176         |
| 9  | Nerea Raluy    | Bandera de España         | 6 de enero de 1993       | Huelva                                  | Escolta   | Cantera                 | 12   | 174         |
| 17 | Itziar Germán  | Bandera de España         | 30 de enero de 1986      | Valencia                                | Alero     | C.B. Pío XII            | 6    | 184         |
| 21 | Adaora Elonu   | - *                       | 28 de abril de 1990      | Houston (Estados Unidos)                | Ala-pívot | CB Ciudad de Burgos     | 2    | 183         |
| 23 | Talia Caldwell | Bandera de Estados Unidos | 25 de mayo de 1991       | Los Ángeles, (Estados Unidos)           | Pívot     | Ippokratis              | 1    | 188         |
| 33 | Haley Peters   | Bandera de Estados Unidos | 17 de septiembre de 1992 | Summit (Nueva Jersey), (Estados Unidos) | Ala-Pívot | Universitario de Ferrol | 1    | 190         |
| 32 | Aya Traoré     | Bandera de Senegal        | 21 de julio de 1983      | Dakar, (Senegal)                        | Alero     |                         | 1    | 185         |

- Adaora Elonu tiene la doble nacionalidad estadounidense y nigeriana, siendo internacional por el país africano
- Aya Traoré fue fichada el 26 de febrero[2] como refuerzo hasta final de temporada tras las bajas de María Asurmendi, María Pina y Lucila Pascua.

### Bajas 15/16
| #  | Nombre          | Nac.              | Fecha de nacimiento | Lugar                | Pos.  | Procedencia         | Años | Destino             | Altura (cm) |
| -- | --------------- | ----------------- | ------------------- | -------------------- | ----- | ------------------- | ---- | ------------------- | ----------- |
| 12 | María Pina      | Bandera de España | 8 de agosto de 1987 | Valencia             | Alero | Perfumerías Avenida | 2    | UF Angers Basket 49 | 187         |
| 13 | Lucila Pascua   | Bandera de España | 21 de marzo de 1983 | Sabadell (Barcelona) | Pívot | PINKK-Pécsi 424     | 2    | Mann-Filter         | 196         |
| 10 | María Asurmendi | Bandera de España | 4 de abril de 1986  | Pamplona             | Base  | Cadi La Seu         | 2    | Perfumerías Avenida | 167         |

- María Pina y Lucila Pascua rescindieron su contrato con el club tras la consecución de la Copa de la Reina, marchándose al Angers francés y al Mann-Filter respectivamente. El 25 de febrero, María Asurmendi oficializaba su fichaje por el CB Avenida.[3]

### Cuerpo técnico
- Entrenador:  Gabriel Valeriano Carrasco Tristancho: 29/08/1972, Manzanares (Ciudad Real). El técnico onubense de origen manchego guio al C.B. Conquero a su ascenso a la Liga Femenina.
- Ayudante: Antonio Quintero Cano
- Preparador físico: Carlos Vallés Ortega
- Médico: Ignacio Vázquez Rico
- Fisioterapeuta: Andrés Arana Rodríguez
- Delegado: Manuel F. Díaz Caballero

Plantilla 14/15
- Cuerpo Técnico: Gabriel Carrasco (Entrenador), Hugo Pinto (2.º Entrenador), Carlos Vallés (Preparador Físico), Ignacio Vázquez (Médico), Carlos Lorenzo (Fisioterapeuta), Manuel Díaz (Delegado)
- Jugadoras: Alba Prieto, Andrea Alcántara Tena, Aleksandra Stanacev, Nerea Raluy, María Asurmendi, María Pina, Lucila Pascua, Patricia Soler, Itziar Germán, Aja Parham, Adaora Elonu, Chelsea Davis, Arantxa Mallou

### Exjugadoras ilustres
- Ana Alonso Singer: 11/06/1990, La Coruña. Ala-pívot de 188 cm., llegó siendo una niña al CB Conquero, pasó 6 años en el club y es la jugadora con más partidos en Liga Femenina (42) del conjunto onubense.
- Patricia Cabrera Argüello: 15/05/1991, Las Palmas de Gran Canaria. Escolta de 172 cm., consiguió el ascenso a Liga Femenina con el CB Conquero y disputó la temporada del debut del conjunto onubense en la máxima categoría. Llegó procedente del Ciudad de Burgos y se marchó al CB Canarias 2014.
- Tanya Bröring: 25/12/1984, Leiden (Países Bajos). La escolta de 177 cm fue la única extranjera que sobrevivió a la temporada del debut en Liga Femenina. Llegó procedente del Aros de León y permaneció una temporada más en el club, del que es la tercera máxima anotadora en su historia en la máxima categoría.
- Berta Chumillas Peris: 29/06/1990, Burriana, (Castellón). Base de 173 cm. que llegó muy joven al C.B. Conquero procedente de la cantera del Ros Casares Valencia, fue de las jugadoras más importantes en los primeros años de Liga Femenina 2. Se marchó después al Zamarat.
- Radostina Stefanova Dimitrova: 22/08/1985, Pernik (Bulgaria). La internacional búlgara, alero de 183 cm, fue la primera extranjera en la historia del C.B. Conquero y fue pieza clave en el ascenso a Liga Femenina.
- Lidia Mirchandani Villar: 28/07/1976, Santa Cruz de Tenerife. Base de 170 cm, estuvo tres años en el CB Conquero, donde aportó su experiencia como internacional, llegó procedente del CB Pío XII.
- Cindy Lima: 21/06/1981, Barcelona. Pívot de 196 cm, llegó para ser la jugadora franquicia para la temporada 2013/14, pero sus lesiones en la espalda mermaron mucho su capacidad. La campeona de Europa con la selección rescindió su contrato de mutuo acuerdo con el club, llegó procedente del Uny Giör húngaro y se marchó al Al Gezira egipcio.
- Bernice Mosby: 14/02/1984, Avon Park, Florida (Estados Unidos) La ala-pivot de 186 cm. fue, sin duda, el fichaje estrella del CB Conquero para su debut en Liga Femenina. Procedía del Zamarat, pero anteriormente jugó en la WNBA vistiendo la camiseta del Washington Mystics. A pesar de permanecer solo un año en Huelva lideró gran parte de las estadísticas de su equipo siendo, además, la máxima anotadora del campeonato.
- Joanna Jadwiga Walich: 27/10/1981, Poznan (Polonia). Ala-pivot de 184 cm., internacional con su selección. Fue otro de los fichajes importantes para la primera temporada del club en Liga Femenina. Procedente del CCC Polkowice.

## Palmarés

### Torneos nacionales
- Copa de la Reina (1): 2016.[4]
- Subcampeonas de Copa de la Reina (1): 2015.
- Liga Femenina 2 (1): 2011-12.
- Fase de ascenso a Liga Femenina (1): 2011-12.

### Torneos regionales
- Copa de Andalucía de Baloncesto Femenino (2): 2008 (octava edición) y 2009 (novena edición).

### Otras distinciones
- Premio de la Asociación Onubense de Prensa Deportiva (AOPD) como mejor club provincial en los años 2008 y 2012.
- Distinción Huelva-Junta 2011 por la Junta de Andalucía en reconocimiento a su trayectoria.
- Reconocimiento de la Universidad de Huelva al club por la formación de las jugadoras que hicieron al equipo de esta institución campeonas de las universidades andaluzas del año 2013.
- Premio al onubensismo otorgado por Huelva TV en 2013.